# Jetrna encefalopatija
Jetrna (hepatična) encefalopatija (imenovana tudi portosistemska encefalopatija) je pojav motenj zavesti in kome zaradi odpovedi jeter. V napredovali stopnji jo imenujemo jetrna (hepatična) koma. Osnovni vzrok je porast ravni amonijaka v krvi, spremenjeni pa so tudi številni drugi biokemijski parametri.
Ob ustreznem zdravljenju je jetrna encefalopatija reverzibilna motnja. Potrebno je zavrtje nastajanja toksičnih snovi v črevesju, kar se najpogosteje doseže z dajanjem odvajal (laktuloze) ali antibiotikov, ki se ne absorbirajo. Pomembno je tudi zdravljenje vzroka.

## Klinična slika
Zelo blago obliko jetrne encefalopatije je klinično težko prepoznati, lahko pa se pokažejo spremembe pri nevropsihološkem testiranju. Pojavljajo se namreč pozabljivost, blaga zmedenost in razdražljivost. Za začetno stopnjo bolezni je značilen obrnjen vzorec spanja in budnosti (spanje čez danes, bedenje ponoči). Druga stopnja se kaže kot letargija in osebnostne spremembe. V tretji stopnji se pojavlja čedalje hujša zmedenost, v četrti stopnji pa bolezen napreduje do kome.
Hujše oblike jetrne encefalopatije povzročajo znatne motnje zavesti, od zmedenosti do dremavosti (somnolentnosti) in v skrajnem primeru do kome. Med potekom bolezni se pojavljajo značilni plapolajoči gibi rok (plahutajoči tremor ali asteriksis), ki pa prenehajo z jačanjem dremavosti. Pojavita se lahko dezorientiranost in amnezija. V tretji stopnji lahko nevrološki pregled pokaže klonus (obliko nehotnega gibanja mišic) in pozitivni Babinskijev znak. Koma in krči predstavljejo najbolj napredovalo stopnjo bolezni in naposled možganski edemi povzročijo smrt.
Encefalopatijo pogosto spremljajo tudi drugi znaki in simptomi jetrne odpovedi. Pojavijo se lahko zlatenica (rumeno obarvanje kože in beločnic), trebušna vodenica (ascites – nabiranje tekočine v trebušni votlini), periferni edemi (oteklina nog zaradi zastajanja tekočine). Kitni refleksi so lahko pretirano vzdražni, pri hudi encefalopatiji je lahko moten  tudi plantarni refleks (Babinskijev znak – ekstenzija palca namesto normalne plantarne fleksije pri draženju podplata). Pojavi se lahko t. i. hepatični zadah.

### Razvrščanje v stopnje
Z ozirom na motnje spoznavanja in vedenja ter živčnomišične simptome ločimo več stopenj oziroma stadijev bolezni:
| Stopnja                 | Motnje spoznavanja in vedenja                                                    | Živčno-mišične motnje                                                                |
| ----------------------- | -------------------------------------------------------------------------------- | ------------------------------------------------------------------------------------ |
| 0 (subklinična stopnja) | brezsimptomska izguba spoznavnih funkcij                                         | /                                                                                    |
| 1                       | motnje spanca, težave s koncentracijo, depresija, tesnoba ali razdražljivost     | monoton govor, tresavica, težave s pisanjem, konstruktivna apraksija                 |
| 2                       | zaspanost, dezorientiranost, motnje kratkoročnega spomina, dezinhibirano vedenje | ataksija, disartrija, asteriksis, avtomatizem (mežikanje, zehanje ...)               |
| 3                       | dremavost, zmedenost, amnezija, jeza, paranoja                                   | nistagmus, mišična okorelost, hiper- ali hiporefleksija                              |
| 4                       | koma                                                                             | razširjene zenice, okulocefalni ali okulovestibularni refleksi, decerebracijska drža |

## Zdravljenje
Pojav jetrne encefalopatije se preprečuje ustreznim zdravljenjem znane osnovne jetrne bolezni. V akutni fazi ali poslabšanju kronične jetrne encefalopatije je pri bolniku treba poiskati sprožilni dejavnik in ga zdraviti. 
Temelj simptomatskega zdravljenja jetrne encefalopatije je laktuloza, ki v črevesju povečana kislost, zmanjša ionizacijo amonijaka in s tem  njegovo resorbcije prek črevesne stene. Z antibiotičnim zdravljenjem (rifaksimin) se selektivno zavira bakterije v črevesju, ki proizvajajo amonijak.